# Ytvatten
Ytvatten är det vatten som finns på Jordens yta i sjöar, vattendrag, hav och våtmarker. Den största delen av ytvattnet är saltvatten. Ytvatten interagerar med atmosfären, genom processer såsom till exempel uppvärmning/nedkylning, avdunstning och nederbörd, samt är en del av vattnets kretslopp.
Ytvattnets förekomst och volym är ett resultat av klimatologiska parametrar, topografi och geologi, medan sammansättningen i huvudsak beror på tillrinningsområdets karaktär och användning. Gällande kvalité uppvisar ofta ytvatten en stor variation, vilket skiljer sig från till exempel grundvatten. Detta beror på att ytvattnets sammansättning starkt påverkas av ytliga flöden, ytavrinning och nederbörd. Därmed kan ytvattenkvalitén förändras snabbt beroende på årstid, meteorologiska förhållanden eller ändringar av den omgivande markanvändningen.
Cirka 71 % av jordens yta täcks av vatten, vilket till 96 % består av marint ytvatten. Uppskattningsvis täcker ytvatten i Sverige, i form av endast sjöar, en yta av 40 000 km2, vilket representerar 9 % av Sveriges totala areal. Fullständiga arean för ytvatten uppskattas till betydligt mer än så. Sjöarnas totala yta kan variera och beror bland annat på reglering av sjöar och landhöjningen.

## Definition
Enligt EU:s direktiv 2000/60/EG om upprättande av en ram för gemenskapens åtgärder på vattenpolitikens område definieras ytvatten som:
- inlandsvatten utom grundvatten; vatten i övergångszon och kustvatten utom när det gäller kemisk status då det även skall inbegripa territorialvatten.[5]

## Användning
Ytvatten kan användas av människan på många olika sätt, exempelvis inom jordbruk, vid energiproduktion och reningsprocesser, som transportmedel, eller vid tillverkning av dricksvatten. Säker tillgång av vatten och god vattenkvalitet är mycket viktigt för samhället. Tillgång till vattenförsörjning och sanitet samt förvaltning av vattenresurser kan vara viktigt för att höja länders ekonomiska förutsättningar och hjälpa till att reducera fattigdom i världen. Globalt sett är mer än 1,21 miljarder människor beroende av ytvatten för sin vattenförsörjning, varav 159 miljoner utnyttjar ytvattenkällor utan någon process för att förbättra vattenkvalitén.

## Ytvatten som dricksvattenresurs

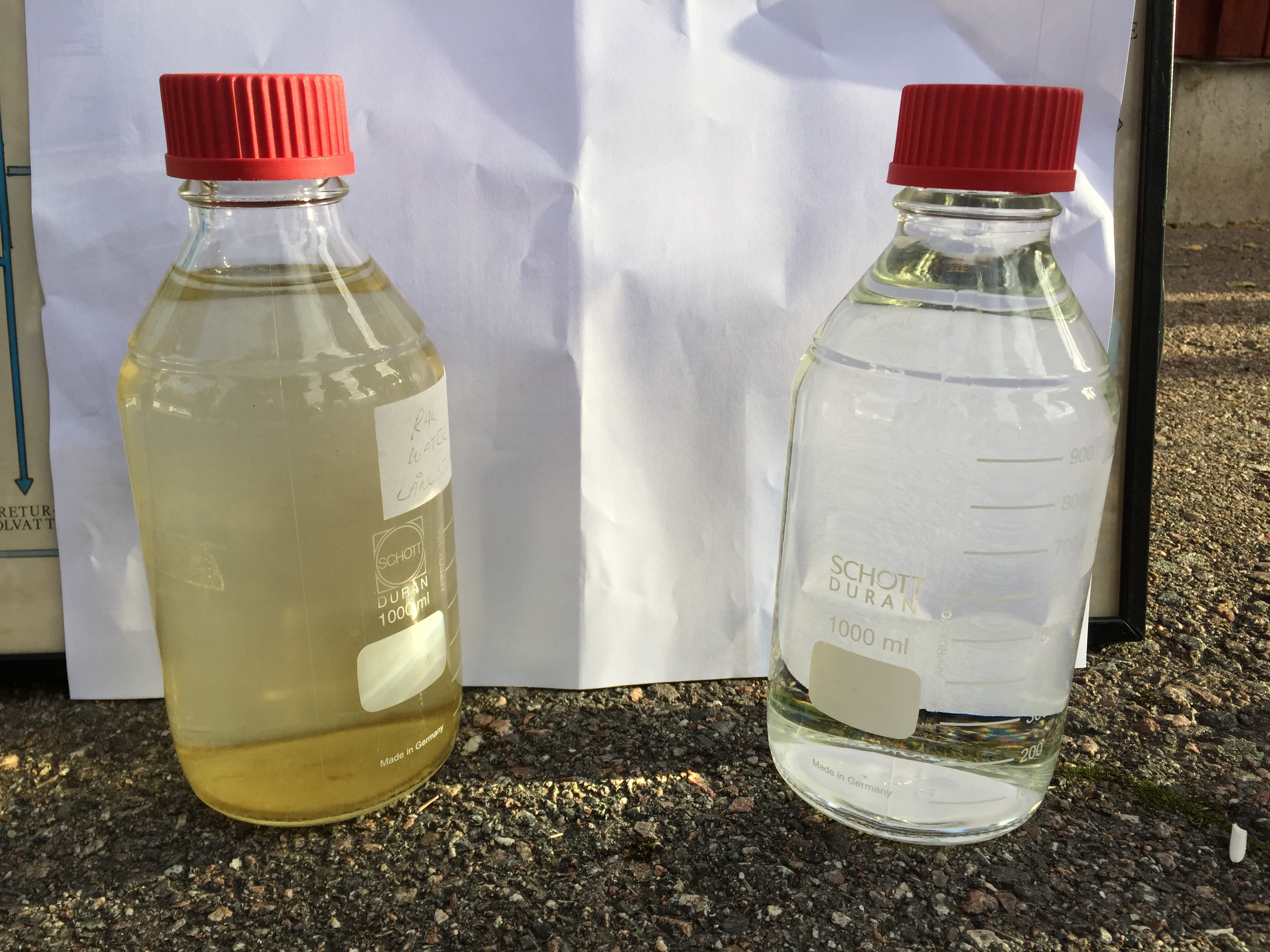
Ytvatten, före och efter dricksvattenrening vid Almunge vattenverk, Uppland.

Ytvatten står för cirka hälften av Sveriges kommunala dricksvattenförsörjning, resterande kommer från naturligt och konstgjort grundvatten.

### Reningsmetoder för ytvatten
Ytvatten har ofta höga värden gällande färg, organiskt material och turbiditet och behöver därmed renas för att kunna användas som dricksvatten. Reningsmetoden anpassas efter de gränsvärden det färdiga dricksvattnet måste uppfylla samt ytvattnets ursprungliga kvalité, något som varierar efter årstid. Vattnet vi dricker behandlas även för att inte orsaka korrosion på vårt ledningsnät. För att kunna bedöma vilken metod som bör användas för rening av ett specifikt ytvatten krävs en kemisk analys. Parametrar som analyseras är bland annat temperatur, pH-värde, konduktivitet, lukt och smak, turbiditet, COD, TOC samt halten av järn och mangan.
Grov filtrering
Grov filtrering är en reningsbehandling som syftar till att få bort större partiklar och skräp, såsom exempelvis växter och grenar.
Kemisk fällning
Ytvatten är ofta brunfärgade av humusämnen. Genom kemisk fällning kan dessa avlägsnas. Ytvatten innehåller även biologiska och oorganiska partiklar som först filtreras i speciella mikrosilar innan man börjar den egentliga vattenreningen. Efter grov filtrering förs vattnet vidare till en flockningskammare där kemikalier tillsätts som gör att partiklar samlas i större partiklar, så kallade flockar som sedan sjunker till botten.
Sedimentering och flotation
Flockarna som bildats under den kemiska flockningen med hjälp av tillsatta kemikalier måste nu avskiljas från vattnet genom sedimentering och flotation. Materialet som har högre densitet än vattnet kommer att sedimentera och sjunka till botten med hjälp av tyngdkraften och kan därmed avlägsnas. Vid flotation gör man partiklarna lättare än vattnet genom att blåsa in luftbubblor och partiklarna kommer därmed flyta upp till ytan där slammet sedan kan avlägsnas från vattnet.
Snabbfilter och långsamfilter
Inom reningsmetoder för vatten används två huvudtyper av filter, snabbfilter och långsamfilter. Snabbfiltret avlägsnar de partiklar som är kvar från flockningsprocessen. Vattnet filtreras genom bäddar av sand. Ett snabbfilter fungerar inte enbart som “sil” utan avlägsnar även mindre partiklar genom adsorption, vilket sker längs med hela filtret, samt sedimentering.
Långsamt filter är uppbyggt på liknande sätt som snabbfilter, men innehåller även en biofilm som växer vid filtrets yta. Den huvudsakliga reningen av vattnet görs vid filtrets yta. Biofilmen består av alger och bakterier som tar bort lukt och smak från vattnet. Det tar lång tid för vattnet att passera igenom ett långsamfilter, vilket gör att dessa bassänger ofta kräver stor yta vid vattenverken.
Humusreduktion/Reduktion av lukt och smak
Ytvatten har, till skillnad från grundvatten, ofta både lukt och smak från olika biologiska processer i ytvattentäkten. Genom att pumpa vattnet genom ett kolfilter eller långsamfilter reduceras lukt och smak. Som ett sista steg i reningsprocessen desinficeras vattnet med ozon, klor eller genom att vattnet behandlas med UV-ljus. Innan vattnet distribueras pH-justeras vattnet med kalk för att minska risken för korrosion i ledningsnätet. Det färdiga dricksvattnet pumpas sedan till en reservoar där vattnet förvaras i väntan på distribution.

### För- och nackdelar med att använda ytvatten som dricksvattenresurs
En fördel med att använda ytvatten som dricksvattenresurs är att det finns stora tillgångar på potentiella ytvattentäkter. Därutöver är en eventuell förorening av ytvatten, jämfört med grundvatten, ofta lättare att genomföra. Ytvatten har å andra sidan ofta sämre kvalité än grundvatten, vilket gör att ytvatten kan kräva en mer avancerad reningsmetod.

## Lagar och förordningar kring ytvatten

### Globalt
Skydd av ytvatten ingår i FN:s miljöprogram (UNEP), under handlingsprogrammet agenda 21. I programmets 18:e kapitel, Skydd av kvalitet och tillgång av färskvattenresurser, har följande mål satts upp;
- Tillräckligt god tillgång till vatten av god kvalité till alla jordens medborgare
- Bevara biologiska, kemiska och hydrologiska funktioner av ekosystemen
- Anpassa mänsklig aktivitet så att naturens kapacitet inte överskrids
- Bekämpa vattenrelaterade sjukdomar

Fastslaget är att alla stater, enligt deras kapacitet och tillgångar till resurser, ska arbeta för att genomföra de åtgärder som föreslås för att förbättra förvaltningen av vattenresurser.
WHO har, i sina riktlinjer gällande dricksvattenkvalité, uppmärksammat att det bör formuleras ett dokument för skydd av ytvatten ur perspektivet att säkra hälsa, något som inte finns idag. WHO menar att skydd av ytvatten är det första steget i en flerbarriärstrategi som syftar till att främja säkert dricksvatten.

### EU
År 2000 infördes EU:s ramdirektiv för vatten med syftet att skydda och förbättra vattenkvalitén inom EU:s gränser. Då vattnets vägar inte följer nationella eller administrativa gränser krävs ett gemensamt åtagande för att vårda våra vattenresurser. För ytvatten betyder detta att man ska skydda ytvattenförekomsterna i alla dess former, minska föroreningar, återställa ekosystem i och kring dessa vatten samt garantera en hållbar vattenanvändning av denna resurs.

### Sverige
I Sverige delas ansvaret för skydd av vattentäkter, enligt Förordningen om förvaltning av kvaliteten på vattenmiljön (2004:660), av Havs- och vattenmyndigheten (HAV) och Sveriges geologiska undersökning (SGU) i samarbete med länsstyrelser och kommuner. Vattentäkter i form av grundvatten förvaltas av Sveriges geologiska undersökning. Havs- och vattenmyndigheten står som ansvarande myndighet för Sveriges ytvatten och består av fem vattenmyndigheter, vilkas ansvarsområde geografiskt sammanfaller med Sveriges fem största avrinningsområden. Vattenmyndigheterna ansvarar för att EU:s vattendirektiv efterlevs inom sitt respektive område.
De föreskrifter som gäller för att ett dricksvatten skall betraktas som tjänligt i Sverige har Livsmedelsverket formulerat (SLVFS 2001:30). Dessa föreskrifter är nationellt anpassade efter EU:s regler och innehåller bland annat de gränsvärden som dricksvattnet måste uppfylla, gällande olika ämnen. Dessa gränsvärden är utformade efter tekniska, estetiska och hälsomässiga krav som syftar till att motverka skador på ledningsnätet, göra vattnet aptitligt samt säkerställa att det inte råder någon hälsofara att dricka vattnet. Det är dricksvattenproducenterna som sedan är skyldiga att utforma sin produktion så att Livsmedelsverkets föreskrifter efterlevs. För att säkerställa att denna skyldighet uppfylls genomför regelbundet den kommunala myndigheten eller Livsmedelsverket offentliga kontroller av dricksvattnet.